# Ontronik Khachaturian
Ontronik „Andy“ Khachaturian (* 4. Mai 1975 in Los Angeles, Kalifornien) ist ein US-amerikanischer Musiker, Produzent und DJ armenischer Abstammung.

## Werdegang
Bekannt wurde Khachaturian als Mitgründer der Metal-Band System of a Down, bei der er bis 1997 als Schlagzeuger tätig war. Obwohl nicht mehr Teil der Band, wurde Khachaturian von „SOAD“-Mitglied Daron Malakian am 4. Dezember 1999 kurz vor einem Bühnenauftritt gebeten, den Gesangspart von Serj Tankian während eines Konzerts zu übernehmen, da dieser an jenem Tag erkrankt war.
Von 1999 bis 2002 war Khachaturian Leadsänger der US-amerikanischen Rockband The Apex Theory, seit 2004 ist er Sänger der von ihm gegründeten Band VoKee. Khachaturian arbeitete zudem unter anderem mit dem britischen Toningenieur und Musikproduzenten Alan Moulder zusammen.

## Diskografie

### System of a Down
- Untitled Demo Tape (1994)
- Demo Tape 1 (1995)
- Demo Tape 2 (1996)
- Demo Tape 3 (Version 1) (1996)

### The Apex Theory
- Extendemo (2000)
- The Apex Theory (EP) (2001)
- Topsy-Turvy (Album) (2002)

### VoKee
- Pre-Motional Songs (EP) (2005)
- Riding the Walls (EP) (2006)
- Spoke in Tongue (EP) (2007)